# تروفیس اسکاندنس
تروفیس اسکاندنس (نام علمی: Trophis scandens) نام یک گونه از تیره موراسه است.